# Sawa (Trlajić)
Sawa, imię świeckie Svetozar Trlajić (ur. 6 lipca 1884 w Molu, zm. w sierpniu 1941) – serbski biskup prawosławny, święty prawosławny.

## Życiorys
Ukończył gimnazjum klasyczne, a następnie seminarium duchowne w Sremski Karlovci. Następnie podjął studia na wydziale prawa Uniwersytetu Belgradzkiego. W 1909, jako mężczyzna żonaty, przyjął święcenia diakońskie, a następnie kapłańskie. Przez kolejne osiemnaście lat był proboszczem parafii w Bašaidzie. Od 1927 był sekretarzem Świętego Synodu Serbskiego Kościoła Prawosławnego.
W 1929, po śmierci żony, złożył wieczyste śluby mnisze w monasterze Krušedol. Otrzymał następnie godność archimandryty i do 1934 był przełożonym wspólnoty. 30 września 1934 przyjął chirotonię biskupią i tytuł biskupa sremskiego, wikariusza eparchii belgradzko-karłowickiej. Przez dwa lata kierował radą eparchialną, następnie przez rok był przewodniczącym sądu cerkiewnego przy eparchii. W 1938 mianowany ordynariuszem eparchii górnokarlovackiej.
Po powstaniu Niepodległego Państwa Chorwackiego, w maju 1941, ustasze zmusili biskupa do opuszczenia swojej rezydencji. Następnie żądali od niego wyjazdu do Serbii, jednak hierarcha odmówił, wskazując, że jest legalnie działającym biskupem i nie może opuścić swojej eparchii. 17 czerwca 1941 razem z grupą trzynastu Serbów został uwięziony w Plaškach i poddany torturom. Po miesiącu został przewieziony do Gospicia, gdzie ponownie ustasze wtrącili go do więzienia. Nie został zwolniony mimo interwencji Synodu Serbskiego Kościoła Prawosławnego u władz Niepodległego Państwa Chorwackiego.
W połowie sierpnia 1941 w grupie ok. dwóch tysięcy Serbów został wywieziony z obozu w Gospiciu w góry Welebit, gdzie najprawdopodobniej wszyscy zostali jeszcze w tym samym roku zamordowani. M. Tanner podaje, że biskup Sawa zginął strącony ze skały. Z kolei zdaniem J. Tomasevicha duchowny zmarł jeszcze w obozie Jadovno k. Gospicia.